# Чилипси
Чилипси — река в Туапсинском районе Краснодарского края России. При слиянии с Пшенахо образует реку Туапсе. Длина — 16 км.
Берёт начало на восточном склоне горы Лысая. Своё имя река получила от перевала Чилепсин через хребет Калачи. Название реки можно перевести как «аульный родник».

## Притоки
По порядку от устья к истоку:
- Маслова (лв)[4]
- Спорная (пр)[4]
- Чистая (пр)[4]
- Скакуха (лв)[4]
- Ореховка (пр)[4]
- Индюшка (лв)[4]
- Букепка (пр)[5]
- Сухая (пр)[5]